# Габышев, Леонид Андреевич
Леонид Андреевич Габышев (19 июля 1952, Омск — 28 декабря 2021) — русский писатель и журналист, корреспондент, получивший известность автобиографическим романом «Одлян, или Воздух свободы», написанным в 1980-е годы и дающим картину советских тюремных нравов в колонии для несовершеннолетних.

## Биография
Леонид Габышев родился в Омске в семье военнослужащих, был пятым ребёнком в семье (после четырёх девочек). Вырос в селе Падун (ныне — Заводоуковского городского округа Тюменской области). Отец ряд лет занимал высокие посты в омской милиции. После того, как тот был уволен, Леонид был осуждён и отправлен в колонию для несовершеннолетних, пробыл там почти пять лет.
Впоследствии жил в Волгограде. Окончил Волгоградский строительный техникум (1977). Работал грузчиком, столяром, плотником, стекольщиком, кочегаром, слесарем-сантехником, мастером в ЖКО, корреспондентом газеты. Двенадцать лет проработал сторожем, также занимался покупкой и перепродажей старинных книг.
В 1983 году Габышев принёс писателю Андрею Битову свою повесть «Одлян, или Воздух свободы», в которой описал собственный опыт пребывания в колонии для несовершеннолетних. Позже Битов предложил произведение главному редактору журнала «Новый мир» Сергею Залыгину. В результате в 1989 году повесть была опубликована в журнале «Новый мир» (формально — журнальный вариант, фактически — только первые три части в значительном сокращении) и получила значительный критический резонанс. Спустя годы критик Наталья Иванова отмечала, что одним из наиболее заметных явлений на страницах журнала в этот период стал «Леонид Габышев с его „Одляном“, жестокой, шоковой прозой о колонии для малолетних преступников, столь откровенной, что понадобилось предисловие А. Битова (впрочем, Габышев годы спустя более ничего и не опубликовал, он остался в литературной памяти единственной своей вещью)». В 1990 году Габышев был принят в Союз писателей СССР.
В 1995 году у Габышева, который ещё в детстве вследствие пулевого ранения в лицо получил тяжёлую черепно-мозговую травму, проявились признаки психического расстройства. С 2000 года он стал постоянно жить в Котовском психоневрологическом интернате.
Скончался на 70-м году жизни 28 декабря 2021 года, похоронен в Волгограде на Красноармейском кладбище.

### Произведения
- Одлян, или Воздух свободы (роман)
- Из зоны в зону (роман)
- Жорка Блаженный (дневник-исповедь)
- Я — каюсь (рассказ)
- Что ни шаг, то открытие мира (рассказ)
- Собачьи слёзы (рассказ)
- Тузик и Муська (рассказ)

### Издания
Источник информации — Электронный каталог РНБ.
- Одлян, или Воздух свободы // Новый мир, 1989, № 6 и № 7.
- Одлян, или Воздух свободы : Роман / Леонид Габышев; [Предисл. А. Битова]. — М. : Молодая гвардия, 1990. — 413 с. — 200000 экз. — ISBN 5-235-01438-3.
- Одлян, или Воздух свободы : Роман : [Для детей] / Леонид Габышев. — М. : Фирма «Флюгер» МИКП «ИннКо», 1992. — 236 с. — 50000 экз. — ISBN 5-900289-01-X.
- Одлян, или Воздух свободы : [Сборник] / Леонид Габышев. — М. : ЭКСМО, 1994. — 638 c. Содерж.: Романы: Одлян, или Воздух свободы; Из зоны в зону; Жорка Блаженный: Дневник-исповедь; Рассказы. — 10000 экз. — ISBN 5-85585-125-7.
- Воры в законе / Подлесских Г., Терешонок А.; Одлян, или Воздух свободы / Габышев Л. — Серия: Зона риска. — М. : Вече, 1995. — 608 с. ISBN 5-7141-0277-0 / 5714102770.